# San Lucas Teacalco
San Lucas Teacalco es una localidad de México localizada en el municipio de Tula de Allende en el estado de Hidalgo.

## Toponimia
Del náhuatl; Tetl, piedra, acalli, canoa, y co, en: En la canoa de piedra.

## Geografía
Se encuentra en la región geográfica del Valle del Mezquital. Le corresponden las coordenadas geográficas 19° 58’ 51.247” de latitud norte y 99° 21’ 38.868” de longitud oeste, con una altitud de 2127 m s. n. m. Cuenta con un clima semiseco templado.
En cuanto a fisiografía se encuentra en la provincia de la Eje Neovolcánico, dentro de la subprovincia de Lagos y volcanes de Anáhuac; su terreno es de lomerío. En lo que respecta a la hidrografía se encuentra posicionado en la región del Pánuco, dentro de la cuenca del río Moctezuma, en la subcuenca del río Tlautla.

## Demografía
En 2020 registró una población de 723 personas, lo que corresponde al 0.63 % de la población municipal. De los cuales 356 son hombres y 367 son mujeres.
| Gráfica de evolución demográfica de San Lucas Teacalco entre 1900 y 2020                     |
|                                                                                              |
| Población de los censos y conteos del Instituto Nacional de Estadística y Geografía (INEGI). |